# Johann Georg Pisendel
Johann Georg Pisendel (ur. 26 grudnia 1687 w Cadolzburgu, zm. 25 listopada 1755 w Dreźnie)  – niemiecki kompozytor późnego baroku.

## Życiorys
Pierwsze lekcje muzyki dostawał od ojca – muzyka. W wieku 9 lat został przyjęty jako chórzysta do kapeli księcia Ansbach, uczył się tam pod kierunkiem śpiewaka Francesco Antonio Pistocchiego i kompozytora Giuseppe Torellego. Gdy jego głos uległ mutacji, przeniósł się do Drezna, gdzie zarabiał jako skrzypek. Od marca roku 1709 mieszkał w Lipsku i Weimarze, gdzie poznał Jana Sebastiana Bacha i Georga Philippa Telemanna. Pisendel był członkiem i uczniem założonego przez Telemanna Collegium musicum. W roku 1710 Pisendel przejął posadę dyrektora lipskiego Collegium musicum (jego poprzednikiem był Melchior Hoffmann). W roku 1711, po koncercie wyjazdowym w Darmstadt, Pisendelowi zaoferowano pracę w orkiestrze landgrafa Hesji, ale odmówił. Od stycznia 1712 pracował w saskiej kapeli dworskiej w Dreźnie, początkowo jako skrzypek, a od roku 1728 jako kapelmistrz. Stanowisko to utrzymał aż do śmierci. Towarzysząc księciu, który odbywał swoje Grand Tour, w latach 1716–1717 był w Wenecji, gdzie poznał Antonia Vivaldiego, którego utwory znał i wykonywał już przedtem. Pisendel dedykował Vivaldiemu 4 sonaty, 5 concerti grossi i sinfonię. Około roku 1718 Pisendela zaczął uczyć przyjaciel Bacha Johann David Heinichen .

## Twórczość
Wpływ Johanna Georga Pisdendela na muzykę jego czasów był ogromny. Tomaso Albinoni, Antonio Vivaldi i Georg Philipp Telemann dedykowali mu wiele ze swoich koncertów. Johann Georg Pisendel miał w swych czasach opinię jednego z najlepszych skrzypków i kompozytorów muzyki instrumentalnej w Niemczech. Jego uczniami byli m.in. František Benda i Johann Gottlieb Graun, a Jan Dismas Zelenka był jego przyjacielem. Po śmierci Zelenki, Pisendel postarał się o pośmiertne wydanie jego dzieł.
Zachowało się niezbyt wiele dzieł Pisendela, który z zasady komponował niewiele, skupiając się na jakości. Wszystkie zachowane dzieła są instrumentalne:
- 10 koncertów skrzypcowych
- 4 koncerty orkiestrowe
- sonaty skrzypcowe (kilka)
- Sinfonia
- Trio

## Wybrana dyskografia
- J.G. Pisendel: Dresden Concertos. Concerti con varii strumenti (Concertos for various instruments). Performed by the Freiburg Baroque Orchestra with Gottfried Von der Goltz and Petra Müllejans, solo violinists. Orchestra directed by Gottfried Von der Goltz. (Carus 83301)
- Per Monsieur Pisendel. Violin sonatas by Vivaldi, Albinoni, & Pisendel. Performed by La Serenissima directed by Adrian Chandler (Avie 0018) Six violin sonatas dedicated to or composed by Pisendel himself.